# Murailles d'Istia d'Ombrone
Les murailles d'Istia d'Ombrone (en italien mura di Istia d'Ombrone) constituent le système défensif du village de Istia d'Ombrone, frazione de la commune de Grosseto, en Toscane.

## Histoire
Les murailles d'Istia d'Ombrone ont été construits, par étapes, au cours de la période médiévale.
Une première muraille a très certainement été édifiée entre le IXe siècle et le Xe siècle pour protéger la partie haute du village, là où s'élevait le quartier seigneurial qui comprenait, entre autres, une résidence des évêques de Roselle. Un peu plus tard fut la construction du prolongement de ce mur primordial, pour enserrer également les maisons les plus anciennes initialement sans défense.
Une deuxième muraille a été ajoutée à la fin du Moyen Âge pour délimiter tout le noyau habité qui, entre-temps, s'était étendu vers la périphérie inférieure ; les nouveaux murs ont pris la forme d'un polygone irrégulier.
Au cours des siècles suivants, les deux remparts subissent diverses modifications, à la suite des mutations urbaines qui affectent différents quartiers de la ville. De récents travaux de restauration ont permis de récupérer les pans de murs restants.

## Galerie

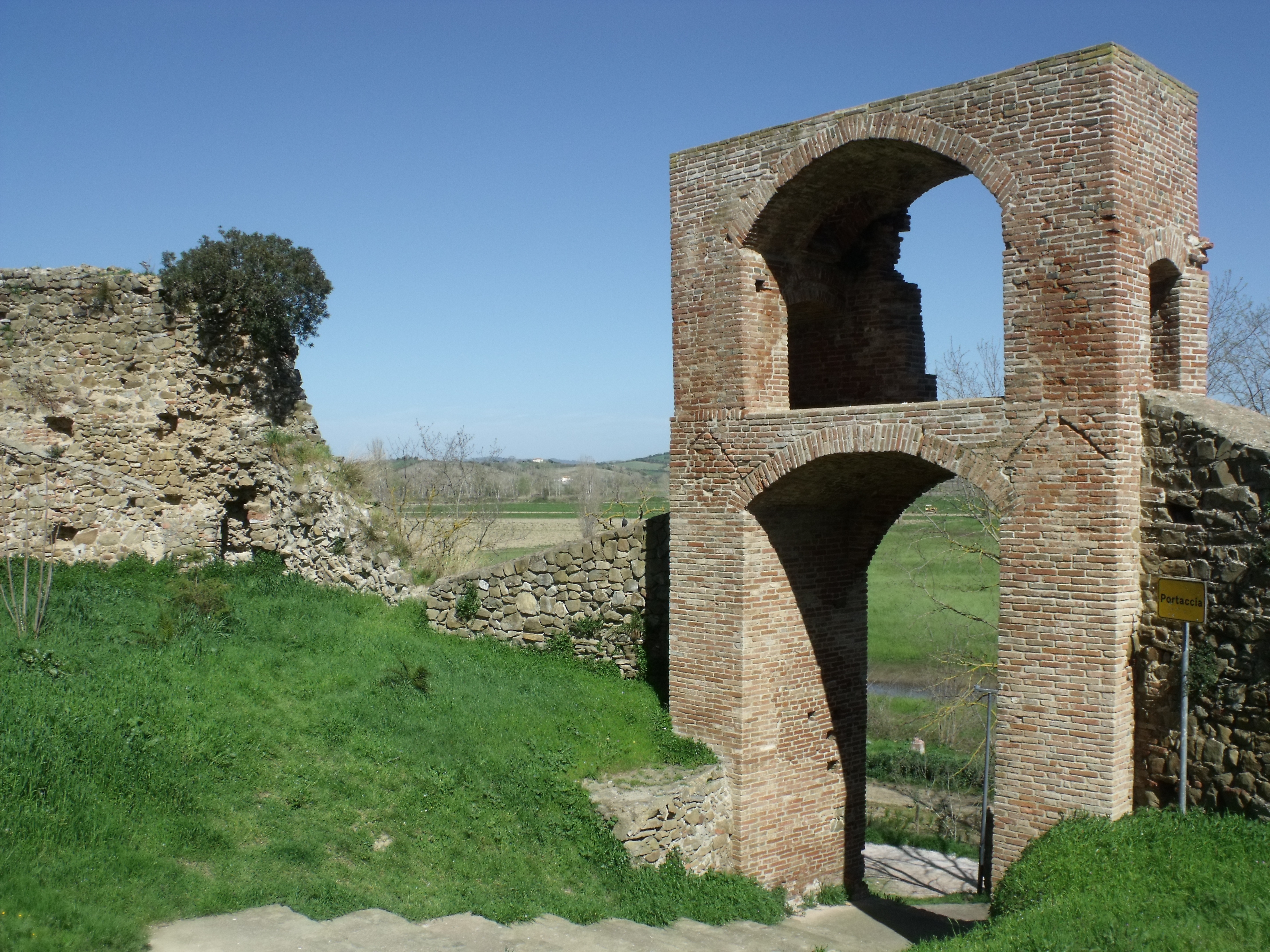
Portaccia Senese